# Ambia aulacophora
Ambia aulacophora là một loài bướm đêm trong họ Crambidae.